# Acrometopum fornax
Acrometopum fornax är en insektsart som först beskrevs av Ronald Gordon Fennah 1957.  Acrometopum fornax ingår i släktet Acrometopum och familjen Gengidae. Inga underarter finns listade i Catalogue of Life.